# Mandarinenten und Schmetterlinge
Mandarinenten und Schmetterlinge (chinesisch 鴛鴦蝴蝶派, Pinyin yuānyang húdié pài) bezeichnet in der chinesischen Literatur eine literarische Strömung der Republikzeit in China.

## Begriff
Der Begriff wurde zunächst abwertend für Liebesgeschichten verwendet, die im klassischen Stil verfasst waren und sich traditioneller chinesischer Symbole für Liebespaare (wie etwa Mandarinenten oder Schmetterlinge) bedienten.
Der Begriff bezog sich zuerst nur auf einen festgelegten Kreis von Autoren, darunter unter anderem Xu Zhenya 徐枕亞 (1889–1937) und Wu Shuangre 吴雙熱 (1884–1934).
In den 1920er Jahren wurde die Bezeichnung dann durch die Autoren der Bewegung des vierten Mai wie Mao Dun und Zheng Zhenduo als abwertend gemeinter Begriff für jegliche Art populärer Literatur im alten Stil geprägt.

## Verbreitung
Die Verbreitung dieser Literaturform steht in engem Zusammenhang mit einer Abnahme der Analphabetenquote in den chinesischen Städten sowie mit der Entwicklung des  Druckwesens in Shanghai zu Beginn des 20. Jahrhunderts. Immer mehr Menschen hatten Zugang zu literarischen Werken und konnten zu ihrem Privatvergnügen lesen. Die Literatur der Madarinenten und Schmetterlinge sollte so vor allem der Unterhaltung dienen und war besonders bei der städtischen Mittelschicht beliebt.

## Beispiel
Als Beispiel für diese Strömung hervorzuheben ist der meistgelesene chinesische Roman in der ersten Hälfte des 20. Jahrhunderts: Fate in Tears and Laughter (啼笑因緣, Tixiao Yinyuan) von Zhang Henshui, der 1929/1930 zunächst in der Zeitung Xinwen Bao (新聞報) in Serienform herausgebracht wurde.